# Empidonax traillii
Empidonax traillii là một loài chim trong họ Tyrannidae.

## Hình ảnh

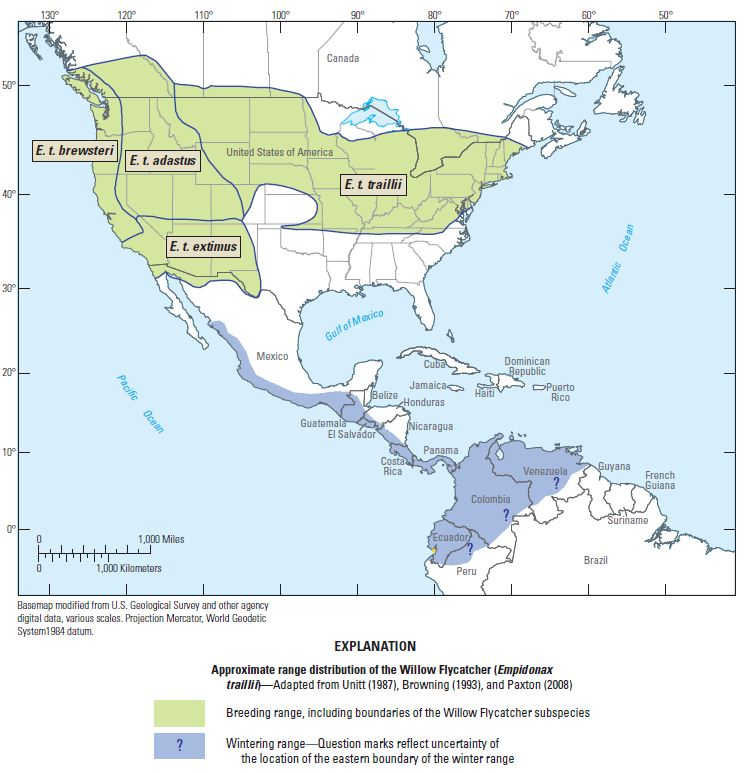
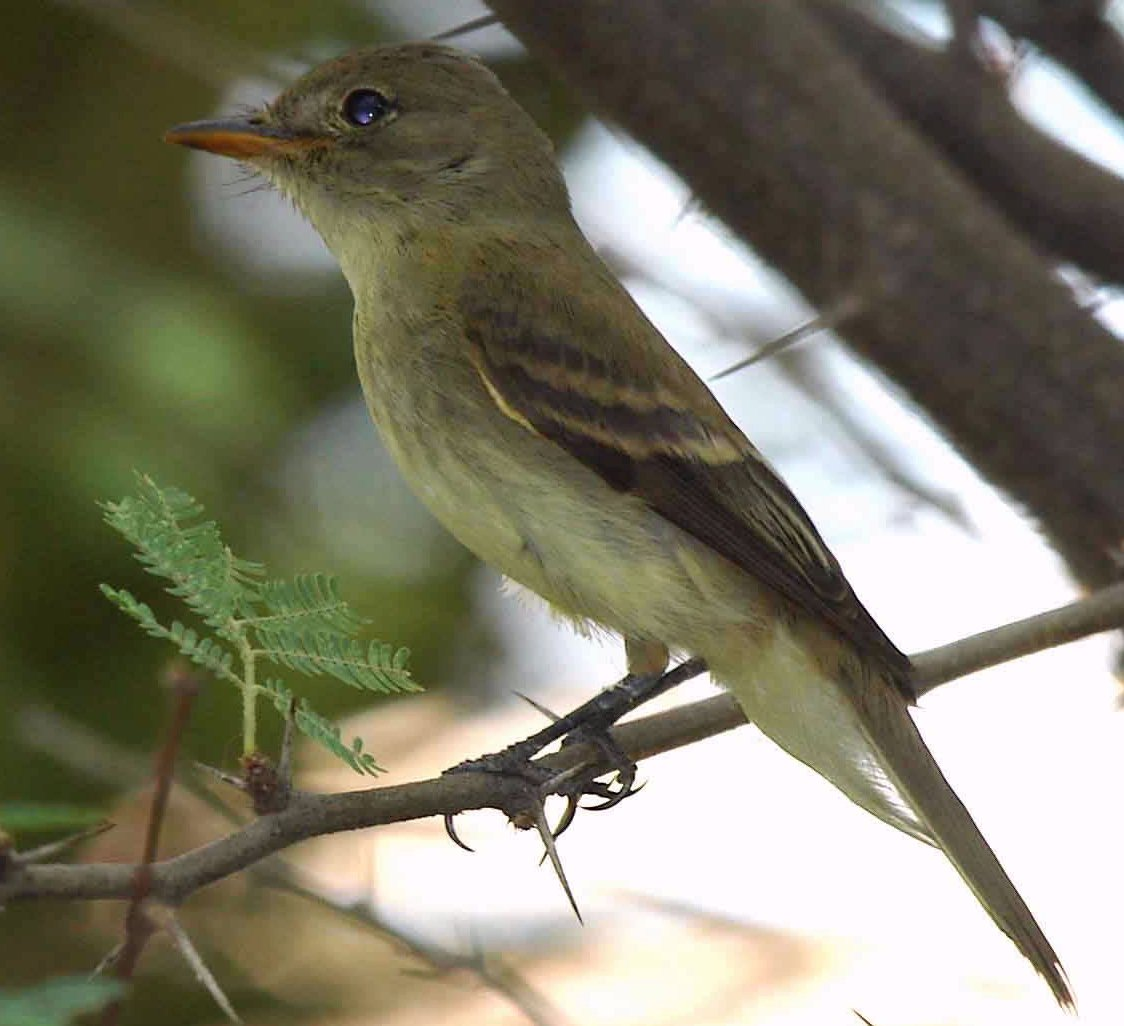
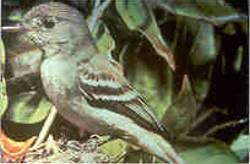